# エドマンド・テューダー (リッチモンド伯)
初代リッチモンド伯エドマンド・テューダー（Edmund Tudor, 1st Earl of Richmond, 1430年頃 - 1456年11月1日）は、イングランドの貴族。オウエン・テューダーとキャサリン・オブ・ヴァロワ（フランス王シャルル6世の娘でヘンリー5世の未亡人）の長男でベッドフォード公ジャスパー・テューダーの兄、ランカスター朝最後の国王であるヘンリー6世の異父弟、テューダー朝の始祖である国王ヘンリー7世の父。

## 生涯
エドマンド・テューダーは、ハートフォードシャーのマッチ・ハダム（Much Hadham）もしくはベッドフォードシャーのハダム（Hadham）で、オウエン・テューダーとキャサリン・オブ・ヴァロワの息子として生まれた。彼の両親が密かに結婚して、合法的に生まれてきた子なのかどうかは分かっていない。事実はともかくとして、1437年に母が亡くなった後、サフォーク伯ウィリアム・ド・ラ・ポールの姉妹でバーキング女子修道院長キャサリン・ド・ラ・ポールに引き取られ養育、異父兄であるヘンリー6世からは1452年にリッチモンド伯に叙爵・認知された。弟ジャスパーもペンブルック伯に叙された。
1455年、エドマンドはマーガレット・ボーフォート（サマセット公ジョン・ボーフォートの娘）と結婚した。彼女はその時12歳であって、翌1456年に妊娠した。しかしながら、薔薇戦争の始まりでエドマンドはヨーク派のウィリアム・ハーバート（またはウォルター・デヴルー）によって捕らわれ、南ウェールズのカーマーセン城に収監された。そしてそこで伝染病にかかって亡くなった。
エドマンドの唯一の子であるヘンリーが生まれたのは、その2ヵ月後のことである。